# Acanthistius
Acanthistius – rodzaj ryb okoniokształtnych z rodziny strzępielowatych (Serranidae).

## Klasyfikacja
Gatunki zaliczane do tego rodzaju:
- Acanthistius brasilianus – strzępiel brazylijski[potrzebny przypis]
- Acanthistius cinctus
- Acanthistius fuscus
- Acanthistius joanae
- Acanthistius ocellatus
- Acanthistius pardalotus
- Acanthistius patachonicus
- Acanthistius paxtoni
- Acanthistius pictus
- Acanthistius sebastoides – akant natalski[3]
- Acanthistius serratus